# Свеучилиште Јураја Добриле у Пули
Свеучилиште Јураја Добриле у Пули (хрв. Sveučilište Jurja Dobrile u Puli) основан је законом 29. септембра 2006. године, обухвативши већину постојећих високошколских установа у Пули.